# Hino nacional da África do Sul
O hino nacional da África do Sul é uma canção híbrida (desde 1997), que combina versos do Hino Nacional do governo do apartheid, "Die Stem van Suid-Afrika" e o Hino Popular do Congresso Nacional Africano e outras organizações negras: o "Nkosi Sikelel' iAfrika". Isto o torna, talvez, o único hino nacional com duas partes cantadas em tons diferentes. A sua letra inclui cinco das onze línguas oficiais da África do Sul, sendo ela composta por Enoch Sontonga.

## Djavan
Em 1986, no álbum Meu Lado, o cantor brasileiro Djavan fez uma homenagem à África ao cantar o Hino Nacional do Congresso Africano. No disco a canção apresentava o título original: "Nkosi sikelel' iAfrika"
Músicos
- Arranjador(es): Djavan e Banda Sururu de Capote

- Coro:Ary Sperling; Belva Reed; Jennifer Dunjwa-Blajberg; Kika Tristão; Leonardo Lasse; Maud Yamba-Yamba; Mulela Amatende; Ronaldo Nascimento; Sunday Yamba-Yamba; Tomás José Jane

- Percussão: Armando Marçal (Marçalzinho) ; Djavan; Téo Lima Francis Mendes el encantador

## Letra
| Idioma    | Texto | Português |
| --------- | --- | --- |
| Xhosa     | Nkosi sikelel' iAfrika Maluphakanyisw' uphondo lwayo,                                                                                                | Deus abençoe a África Que alcance sua glória |
| Zulu      | Yizwa imithandazo yethu, Nkosi sikelela, thina lusapho lwayo.                                                                                        | Escuta-nos, Senhor bendiz a nós, teus filhos. |
| Sesotho   | Morena boloka setjhaba sa heso, O fedise dintwa le matshwenyeho, O se boloke, o se boloke setjhaba sa heso, Setjhaba sa, South Afrika, South Afrika! | Senhor, te rogamos que protejas nossa nação, Intervém y cessa todos os conflitos Protege-nos, Protege nossa nação, Protege a África do Sul, África do Sul! |
| Africâner | Uit die blou van onse hemel, Uit die diepte van ons see, Oor ons ewige gebergtes, Waar die kranse antwoord gee,                                      | Do azul de nosso céu, Do mais profundo do nosso mar, Sobre nossos montes eternos, onde ressoam os ecos pelas rochas, Onde os penhascos respondem,          |
| Inglês    | Sounds the call to come together, And united we shall stand, Let us live and strive for freedom, In South Africa our land.                           | Soa o chamado para vir juntos, e unidos permaneceremos em pé, Vivamos e lutemos pela libertade na África do Sul, nossa terra.                              |